# لوئیسا مارتین
لوئیسا مارتین (اسپانیایی: Luisa Martín‎؛ زادهٔ ۲۳ فوریهٔ ۱۹۶۰) بازیگر اهل اسپانیا است.
از فیلم‌ها یا برنامه‌های تلویزیونی که وی در آن نقش داشته است، می‌توان به شراب کهنه، پزشک خانوادگی، ۱۳ گل رز و کاروسل حوالی ۱۹۵۰ اشاره کرد.